# Copelemur
Copelemur és un gènere extint de primats de la família dels notàrctids que visqueren a Nord-amèrica durant l'Eocè, fa entre 46,2 i 55,8 milions d'anys. Se n'han trobat restes fòssils a Colorado, Nou Mèxic i Wyoming (Estats Units). Les espècies d'aquest grup es diferencien dels altres membres de la subfamília dels notarctins pel fet de tenir les dents molars dotades de talònids oberts. Eren més petites que les espècies de Cantius. El nom genèric Copelemur és una combinació del nom del paleontòleg estatunidenc Edward Drinker Cope i de la paraula lemur.